# Міст Дандало
Міст Дандало (груз. დანდალოს ხიდი) — кам'яний середньовічний арковий міст через річку Аджарісцкалі поблизу села Дандало. Пам'ятка культури національного значення Грузії. 

## Розташування
Міст розташований на річці Аджарісцкалі, поблизу села Дандало в муніципалітеті Кеда, Аджарія, неподалік від шосе Батумі — Хуло, за 60 км на схід від Батумі. 

## Історія
Міст Дандало датується XI — XII століттям. 

## Опис
Побудований міст з каменів місцевої скельної породи. 
Довжина мосту — 20 м, ширина — 3,3, висота над рівнем річки — 14 метрів. Обидві боки моста спираються на скелі, що запобігає процесу розмивання опор. 
Споруда вважається зразковим пам'ятником аркових кам'яних мостів Грузії. 
У 2006 році міст занесено до пам'яток культури національного значення Грузії.